# Saint-Valentin
 Saint-Valentin  es una población y comuna francesa, en la región de  Centro, departamento de Indre, en el distrito de Issoudun y cantón de Issoudun-Nord.

## Demografía
| 336 | 305 | 281 | 258 | 281 | 276 |
| Para los censos de 1962 a 1999 la población legal corresponde a la población sin duplicidades (Fuente: INSEE [Consultar]) |     |     |     |     |     |